# Josef Hudetz

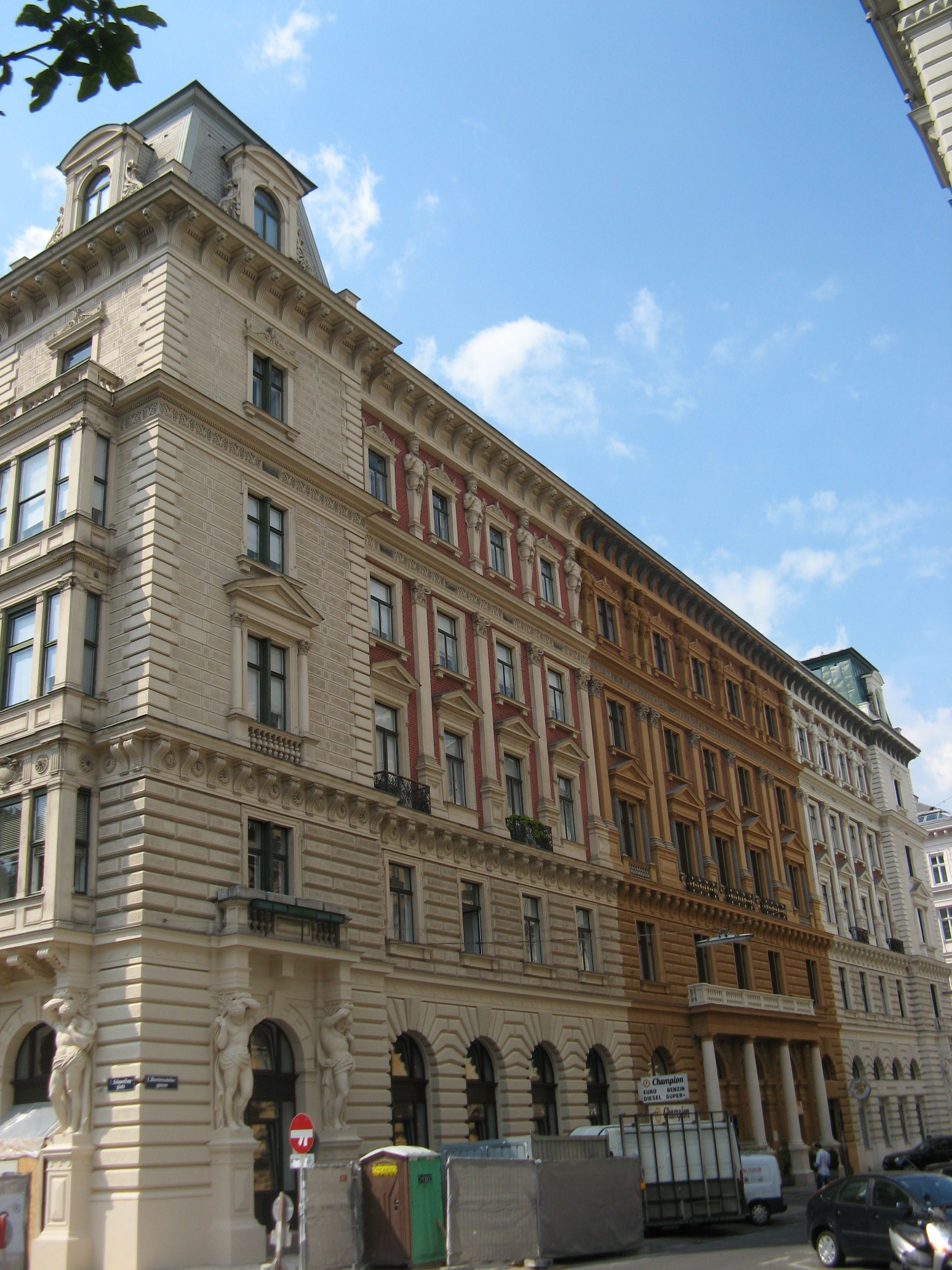
Bartensteinblock, Bartensteingasse 1–5 (1872–1874)

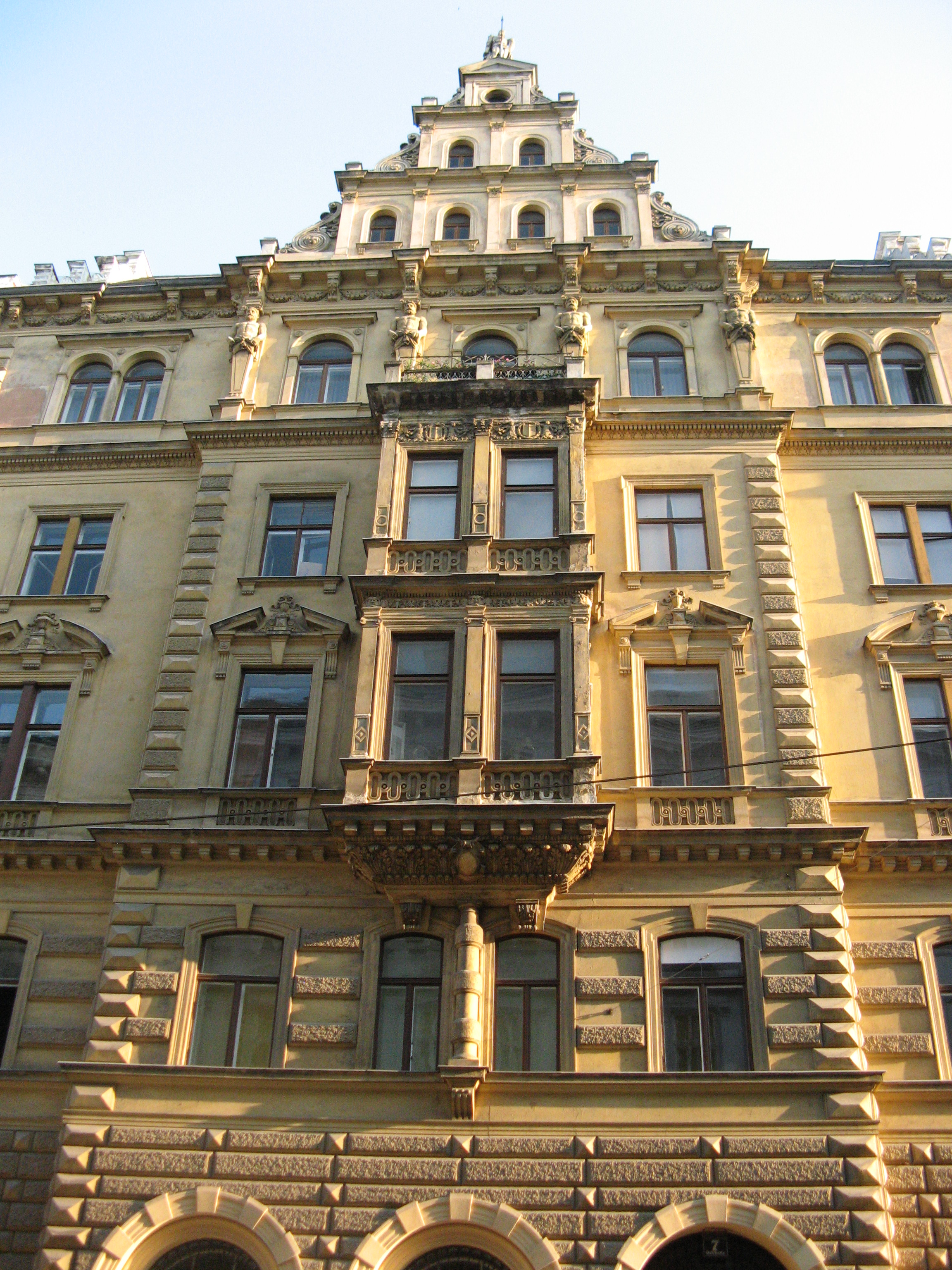
Altdeutsches Haus innerhalb des Bartensteinblocks, Doblhoffgasse 7 (1872–1874)

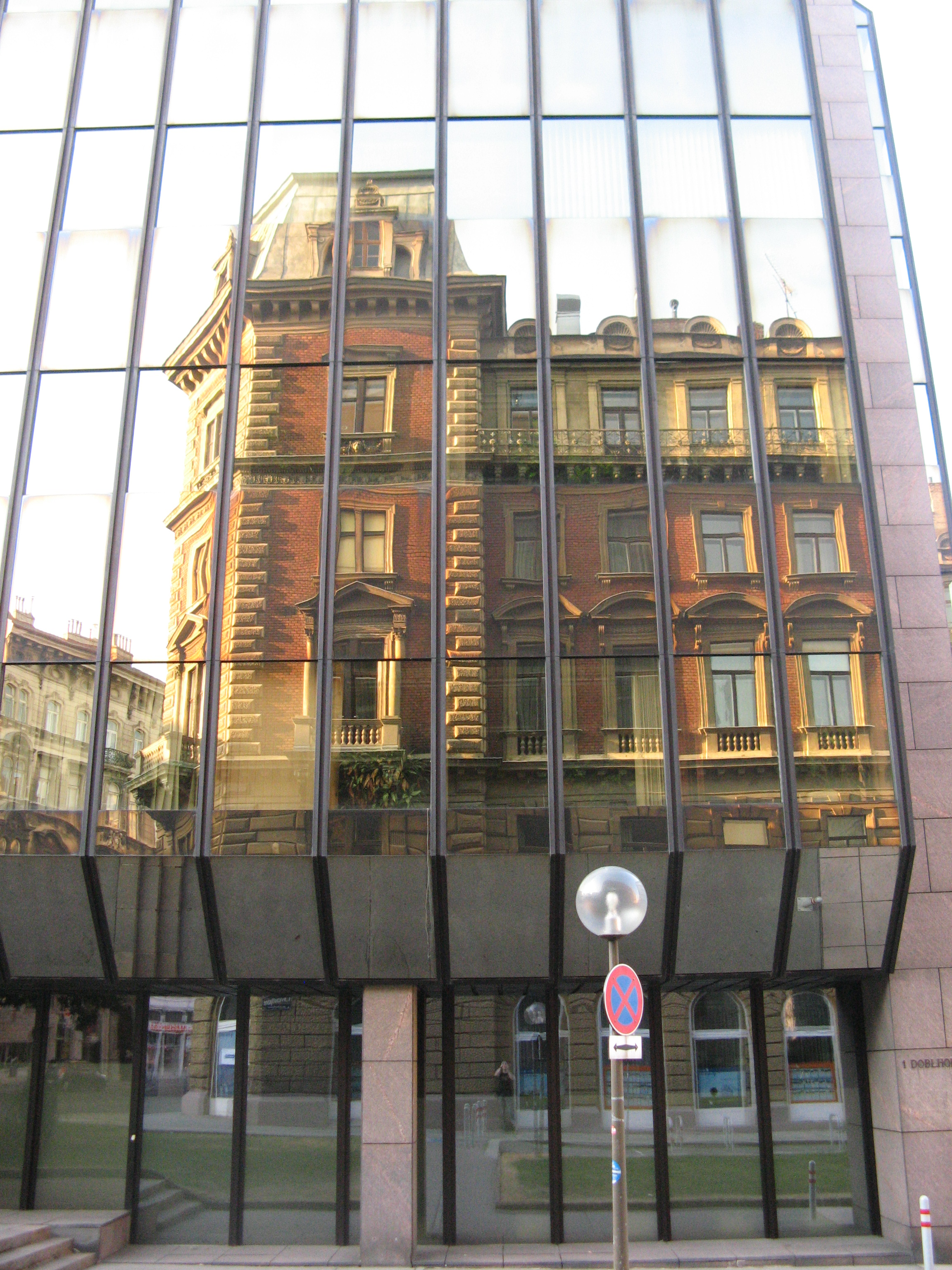
Spiegelung eines Teils des Bartensteinblocks, Doblhoffgasse 9 (1872–1874)

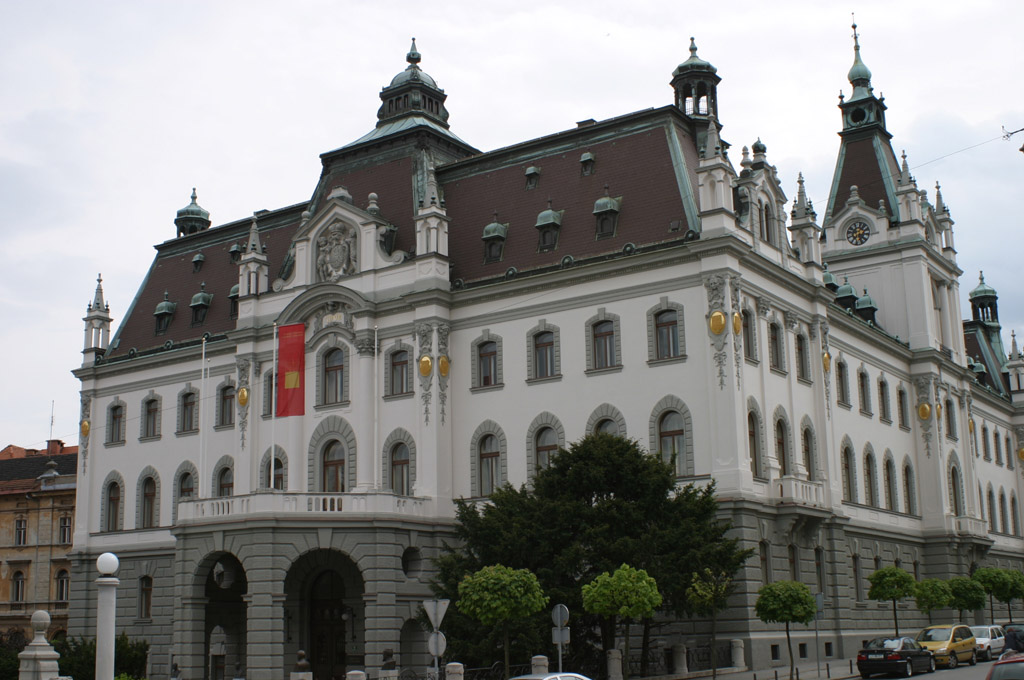
Universität Laibach (1896–1900)

Josef Hudetz (* 7. August 1842 in Wien; † 16. Dezember 1909 ebenda) war ein österreichischer Architekt.

## Leben
Der Sohn eines Schneidermeisters besuchte das Polytechnikum und studierte anschließend Mitte der 1860er Jahre an der Akademie der bildenden Künste Wien bei Eduard van der Nüll. Nach erfolgreichem Studium absolvierte Hudetz eine längere Studienreise in Italien und Deutschland.
Zunächst als selbstständiger Architekt in Wien tätig, war er zwischen 1872 und 1875 bei der Union-Baugesellschaft angestellt. Danach arbeitete Hudetz wieder selbstständig, blieb aber dennoch in engem Kontakt zu seiner ehemaligen Firma. Er beteiligte sich auch an vielen Wettbewerben, die ihm Aufträge außerhalb Wiens einbrachten, und publizierte verschiedene stadtplanerische Vorschläge.
Josef Hudetz war Gründungsmitglied der Genossenschaft bildender Künstler Wiens und dort in zahlreichen Komitees und als Juror tätig.

## Leistung
Als Architekt war Hudetz von seinem Lehrer Eduard van der Nüll geprägt. Seine Bauten sind durchwegs im späthistoristischen Stil errichtet. Er entwarf zunächst in Formen der Wiener Neorenaissance, später auch im Neobarock. Neben Wohnhäusern entstanden auch öffentliche Gebäude und Fabriken nach seinen Plänen.
Da Hudetz bei der Union-Baugesellschaft mit der Gestaltung ganzer Häuserblocks befasst war, führte ihn diese Tätigkeit auch zu stadtplanerischen Überlegungen. Er beteiligte sich an der Diskussion eines neuen Wiener Generalregulierungsplanes und machte Vorschläge zur Neugestaltung des Stubenviertels, des Karlsplatzes und zu einer neu zu schaffenden Achse quer durch die Innere Stadt. Außerdem machte er sich für die Idee einer pneumatischen Beförderung der Leichen zum neuen Wiener Zentralfriedhof stark, da dieser damals weitab des Stadtzentrums lag und verkehrstechnisch schlecht zu erreichen war.

## Werke
- Eckhaus, Elisabethstraße 13/Eschenbachgasse 5, Wien 1 (1870–1871)
- Miethaus, Schmerlingplatz 1, Wien 1 (1872), zusammen mit Bernhard Freudenberg
- Häusergruppe Bartensteinblock, Bartensteingasse 1–5, Wien 1 (1872–1874), zusammen mit Moritz Hinträger
- Miethaus, Karlsgasse 18, Wien 4 (1874)
- Häusergruppe am Bürgerspitalgrund, Führichgasse/Gluckgasse/Tegetthoffstraße, Wien 1 (1883–1885)
- Wohnhäuser, Tiefer Graben 7–9 und 13–15, Wien 1 (1885–1887)
- Weberei Regenhart & Reichmann, Freiwaldau (um 1890)
- Wohn- und Geschäftshaus Jeiteles, Gablonz (um 1895)
- Miethaus für Bürgermeister Franz Breyer, Conrad-von-Hötzendorf-Platz, Baden (um 1895)
- Universität Ljubljana, Kongresni trg 12, Laibach (1896–1900), zusammen mit Jan Vladimír Hráský
- Rathaus und Sparkassa, Hlavni trida 11, Mistek (1897–1898)
- Büro- und Wohngebäude der Mährisch-Schlesischen wechselseitigen Versicherungsanstalt, Brünn (1898–1899)
- Renovierung der Burg Laibach (1900)
- Kreisgericht, Schießstattring 6, St. Pölten (1901–1903)
- Gefangenenhaus, Andreas-Hofer-Straße 3, St. Pölten (1901–1903)
- Villa, Hietzinger Hauptstraße 42c, Wien 13 (1902–1903)

## Schriften
- Begräbnishalle mit pneumatischer Förderung für den Centralfriedhof der Stadt Wien. Wien 1874
- Projecte für öffentliche Bauten in photographischen Lichtdruckbildern. Wien 1886
- Neue Lösung zur Stubenviertelfrage. Wien 1893
- Neue Lösung für die Regulierung der Umgebung der Karlskirche mit Bezug auf Verlegung der Technischen Hochschule. Wien 1893